# Anton Walter

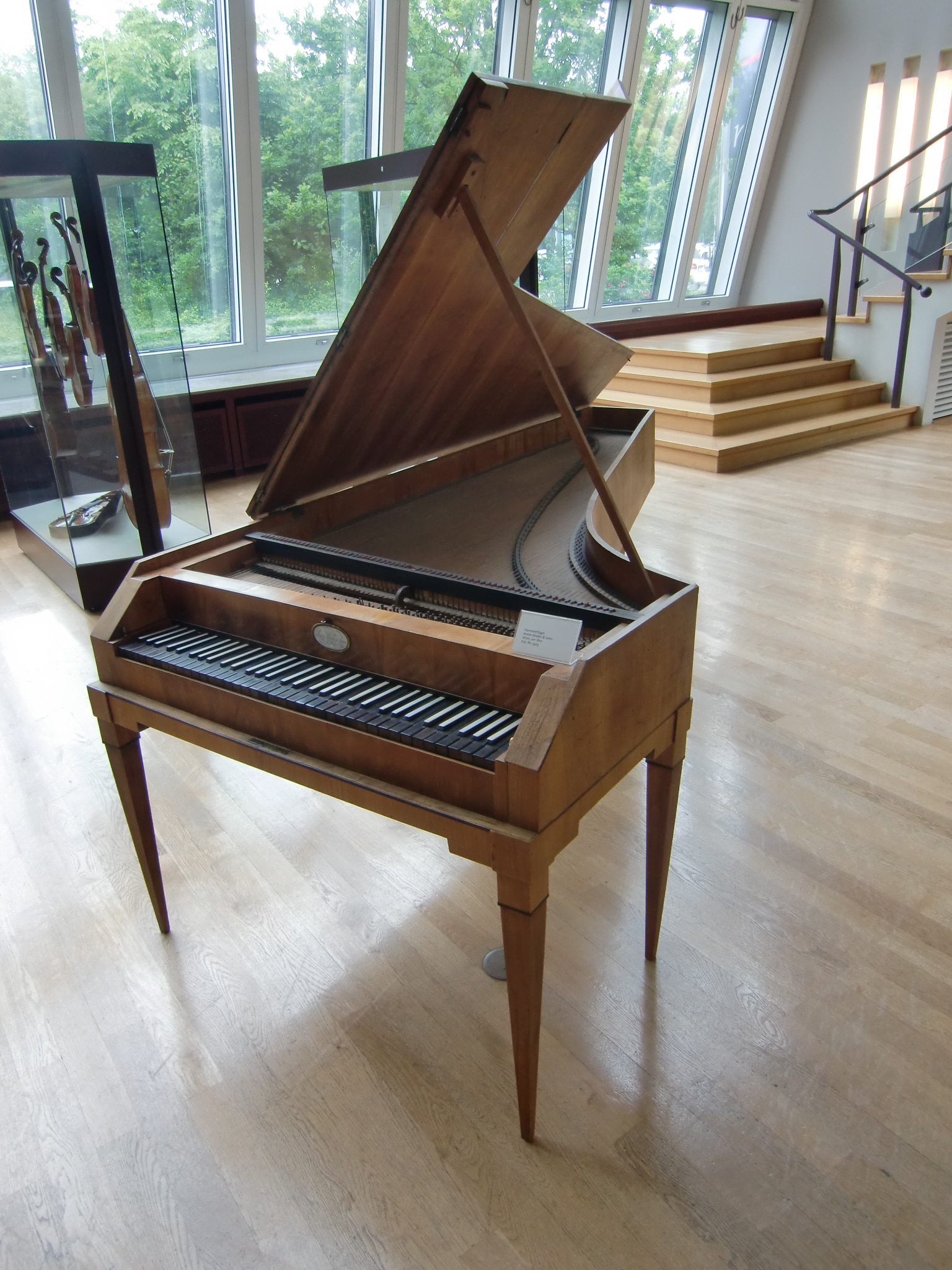

Gabriel Anton Walter (5 de Fevereiro de 1752 - 11 de Abril de 1826) foi um construtor de pianos. O Dicionário de Música e Músicos Grove descreve-o como “o mais famoso construtor de pianos vienenses do seu tempo”.

## Biografia
Walter nasceu em Neuhausen, na Alemanha. Mudou-se para Viena no ano de 1780, e em 1790 foi premiado com o título de Construtor de Órgãos da Câmara Real Imperial e Fabricante de Instrumentos. Em 1800, a sua empresa já empregava cerca de 20 trabalhadores. Nesse ano, o seu enteado Joseph Schöffstoss juntou-se à empresa e os seus pianos passaram a ser designados com o nome de “Anton Walter und Sohn” (“e filho”). O último piano de Walter foi construído em 1825. Faleceu no ano seguinte.
Walter aperfeiçoou o piano vienense adicionando-lhe o mecanismo de “back check”, que impede um martelo de saltar para cima e para baixo. Esta inovação foi adoptada por outros fabricantes vienenses da época de Walter. Entre os compositores que utilizaram pianos de Walter contam-se Beethoven, Mozart e Haydn.

## O Instrumento de Mozart
Wolfgang Amadeus Mozart comprou um piano Walter por volta de 1782, tendo este sido importante numa das fases mais importantes da sua carreira, com a composição e estreias de grande sucesso dos seus últimos concertos para piano. Por volta do ano de 1800 (nove anos após a morte de Mozart), o fortepiano foi aparentemente modificado por Walter. O instrumento, outrora em Milão, pertenceu a Carl, filho de Mozart, encontrando-se actualmente em Salzburgo.
Os pianos Walter são frequentemente usados como modelos para instrumentos construídos por fabricantes de forte-pianos modernos, como Philip Belt, Rodney Regier, Paul McNulty e Christopher Clark, entre outros.

## Gravações
- Paul Badura-Skoda. Wolfgang Amadeus Mozart. Works for piano. Anton Walter 1790 fortepian. Label: Gramola
- Paul Badura-Skoda with Musica Florea. Wolfgang Amadeus Mozart. Piano concertos K.271, K.414. Walter (Paul McNulty)
- Jaroslav Tuma. Antonin Reicha. 36 fugues for piano. 1790 Anton Walter fortepian
- Kristian Bezuidenhout. Wolfgang Amadeus Mozart. Keyboard Music Vol.2 Walter (Paul McNulty)
- Robert Levin with the Academy of Ancient Music, Christopher Hogwood. Wolfgang Amadeus Mozart. Piano Concertos Nos. 15 & 26. Mozart’s own Walter (restored).
- Nikolaus Harnoncourt, Rudolf Buchbinder. Wolfgang Amadeus Mozart. Piano Concertos No. 23 & 25. Played on a copy of a Walter instrument made by Paul McNulty.
- Andreas Staier. Joseph Haydn. Sonatas and Variations. Walter (Christopher Clarke)
- Malcolm Bilson. Franz Josef Haydn. Keyboard Sonatas. Played on a replica of Walter fortepiano by Philip Belt. Label: Titanic Records
- Alexei Lubimov and his colleagues. Ludwig van Beethoven. Complete piano sonatas. Stein, Walter, Graf, Buchholtz (Paul McNulty)
- Viviana Sofronitsky with Warsaw Chamber Opera Orchestra. Wolfgang Amadeus Mozart. Complete Mozart works for keyboard instrument and orchestra (11 CD box). Walter (Paul McNulty)